# Svenska skolan Costa del Sol
Svenska Skolan Costa del Sol är en svensk utlandsskola i Fuengirola, Andalusien, södra Spanien.
Svenska Skolan Costa del Sol är Sveriges största utlandsskola och har funnits i Fuengirola sedan starten 1969. Man följer svensk skolplan och är godkända av såväl svenska Skolverket som Junta de Andalucia.  Eleverna på skolan kan få svenska och spanska slutbetyg efter avslutade studier i grundskolan och gymnasiet.  
Skolan drivs som en ideell förening utan vinstsyfte, och finansieras med skolavgifter, statsbidrag från Sverige och interkommunal skolpeng. Alla avgifter går oavkortat till driften av skolan. 
Skolans bedriver följande verksamhet: 
- förskola
- grundskola
- gymnasium
- gästelevsverksamhet
- kompletterande svenska
- vuxenkurser i svenska
- vuxenkurser i spanska
- intensivkurser i spanska på sommaren för vuxna
- Swedex testcenter
- föreläsningsserier

Skolan är för närvarande (2020) den största av alla Sveriges utlandsskolor med ca 300 elever från förskolan upp till och med gymnasiet. 
Undervisningsspråket är svenska och man följer svenska läroplaner. 